# Doros rohdendorfi
Doros rohdendorfi är en tvåvingeart som beskrevs av Simrnov 1926. Doros rohdendorfi ingår i släktet kronblomflugor, och familjen blomflugor. Inga underarter finns listade i Catalogue of Life.